# 中国共产党通道侗族自治县委员会
中国共产党通道侗族自治县委员会（简称中共通道侗族自治县委）是中国共产党在湖南省怀化市通道侗族自治县的领导机关。

## 沿革

### 反腐败工作
2009年3月13日，湖南怀化市中级人民法院对李先胜受贿、巨额财产来源不明案作出一审判决：判处其有期徒刑10年，并且处没收财产50万元。
2024年4月14日，印宇鹰涉嫌严重违纪违法接受湖南省纪委监委纪律审查和监察调查，8月遭到开除党籍开除公职（双开）处分，9月湖南省人民检察院依法以涉嫌受贿罪、行贿罪对印宇鹰作出逮捕决定，12月19日，湘西自治州中级人民法院在长沙市一审开庭，印宇鹰受贿3073.6多万元。

## 职责
根据《中国共产党地方委员会工作条例》，中国共产党地方委员会主要实行政治、思想和组织领导，承担下列职能：
1. 对本地区重大问题作出决策。
2. 通过法定程序使党组织的主张成为地方性法规、地方政府规章或者其他政令。
3. 加强对本地区宣传思想文化工作的领导，牢牢掌握意识形态工作领导权、话语权。
4. 按照干部管理权限任免和管理干部，向地方国家机关、政协组织、人民团体、国有企事业单位等推荐重要干部。
5. 支持和保证人大、政府、政协、法院、检察院、人民团体等依法依章程独立负责、协调一致地开展工作，发挥这些组织中党组的领导核心作用。
6. 加强对本地区群团工作和统一战线工作的领导。
7. 动员、组织所属党组织和广大党员，团结带领群众实现党的目标任务。

## 历任书记
| 姓名   | 就任日期   | 卸任日期   | 备注  |
| ------ | ---------- | ---------- | ----- |
| 李先胜 | 2004年     | 2008年     | [ 1 ] |
| 杨先荣 | 2010年11月 | 2013年8月  |       |
| 印宇鹰 | 2013年8月  | 2021年4月  | [ 7 ] |
| 毛运鸿‌‌ | 2021年5月  | 2023年10月 | [ 8 ] |
| 覃歇民 | 2023年10月 |            | [ 9 ] |